# Carlos Moreira
Pour les articles homonymes, voir Moreira.
Carlos Moreira dit Lisito est un footballeur cap-verdien né le 12 mai 1976 à Praia. Il possède également la nationalité française.
Évoluant au poste de milieu de terrain, il joue notamment à Villemomble Sports, l'UJA Alfortville et à l'ES Viry-Châtillon. Alors qu'il joue au FC Gournay en division 2 de district, soit la  douzième division française, il devient international cap-verdien en 2002 et compte quatre sélections avec l'équipe nationale.

## Biographie
Carlos Moreira commence le football au sein du Noisy-le-Grand FC puis joue à l'US Torcy avant de rejoindre l'UJA Alfortville, club de division supérieure régionale de la ligue de Paris Île-de-France. Évoluant au poste de milieu de terrain, il dispute, au printemps 2002, un tournoi amical de la communauté cap-verdienne où il est remarqué par le sélectionneur du Cap-Vert, Óscar Duarte.
En juin, il rejoint le club du FC Gournay, en division 2 de district, soit la  douzième division française, où le président lui propose d'intégrer son entreprise du bâtiment comme métreur. Il est alors appelé par la sélection cap-verdienne pour disputer un stage en vue des éliminatoires de la Coupe d'Afrique des nations 2004. Oscar Duarte décide de le titulariser face à la Mauritanie le 6 septembre 2002, les Cap-verdiens s'imposent sur le score de deux à zéro. Lisito, son surnom au Cap-Vert, dispute ensuite la rencontre face au Kenya, jouée au stade de Várzea, une défaite un à zéro, puis un match amical face au Luxembourg qui se termine sur un match nul zéro. En mars 2003, il connaît sa quatrième sélection face au Togo. Ce match se conclut sur la victoire des Cap-verdiens sur le score de deux à un, Carlos Moreira étant chargé du marquage d'Emmanuel Adebayor lors de la rencontre.
Après trois saisons au FC Gournay, il rejoint en 2005 Villemomble Sports qui vient d’accéder au CFA. Il dispute pour sa première saison au club neuf rencontres pour un but marqué puis l'année suivante, il remporte avec ses coéquipiers le groupe D de CFA inscrivant deux buts en 28 rencontres. Le club étant promu en National, il prend alors une année sabbatique pour se consacrer exclusivement au football. Titulaire au milieu de terrain, il dispute 31 rencontres de championnat que le club termine à la 18e place, synonyme de relégation.
Carlos Moreira rejoint alors l'UJA Alfortville en CFA puis, en 2009, signe à l'ES Viry-Châtillon où il évolue pendant deux saisons. Il revient en 2011 à l'UJA où il termine sa carrière en juin 2012.

## Carrière
Le tableau ci-dessous résume les statistiques en match officiel de Carlos Moreira durant sa carrière,,,.
| Saison                | Club                  | Championnat           | Championnat | Championnat | Coupe(s) nationale(s) | Coupe(s) nationale(s) | Total | Total |
| Saison                | Club                  | Division              | M.          | B.          | M.                    | B.                    | M.    | B.    |
| 2005-2006             | Villemomble Sports    | CFA                   | 9           | 1           | -                     | -                     | 9     | 1     |
| 2006-2007             | Villemomble Sports    | CFA                   | 28          | 2           | 1                     | 0                     | 29    | 2     |
| 2007-2008             | Villemomble Sports    | National              | 31          | 1           | -                     | -                     | 31    | 1     |
| 2008-2009             | UJA Alfortville       | CFA                   | 28          | 1           | 1                     | 0                     | 29    | 1     |
| 2009-2010             | ES Viry-Châtillon     | CFA                   | 27          | 3           | -                     | -                     | 27    | 3     |
| 2010-2011             | ES Viry-Châtillon     | CFA 2                 | 32          | 1           | -                     | -                     | 32    | 1     |
| 2011-2012             | UJA Alfortville       | CFA                   | 14          | 1           | 1                     | 0                     | 15    | 1     |
| Total sur la carrière | Total sur la carrière | Total sur la carrière | 169         | 10          | 3                     | 0                     | 172   | 10    |